# فینال لیگ اروپا ۲۰۲۲
فینال لیگ اروپا ۲۰۲۲، مسابقه نهایی لیگ اروپا ۲۲–۲۰۲۱، پنجاه و یکمین فصل از مسابقات فوتبال باشگاهی ثانویه اروپا بود که توسط یوفا سازماندهی شد و سیزدهمین فصل از زمان تغییر نام آن از جام یوفا به لیگ اروپا بود. این بازی در رامون سانچز پیس‌خوان در سویل، اسپانیا، در ۱۸ مه ۲۰۲۲، میان باشگاه آلمانی آینتراخت فرانکفورت و باشگاه رنجرز اسکاتلند برگزار شد.
فینال ابتدا قرار بود در ورزشگاه پوشکاش آرنا در بوداپست، مجارستان برگزار شود. با این حال، به دلیل به تعویق افتادن و جابجایی فینال ۲۰۲۰، میزبان نهایی یک سال عقب افتاد شد و به جای آن بوداپست میزبان فینال ۲۰۲۳ شد.
آینتراخت فرانکفورت در ضربات پنالتی، پس از تساوی ۱–۱ در وقت اضافه، برای دومین بار قهرمان جام یوفا/لیگ اروپا پس از سال ۱۹۸۰، شد. فرانکفورت اولین تیم آلمانی پس از شالکه ۰۴ در سال ۱۹۹۷ بود که برنده این رقابت‌ها شد. به عنوان برنده، آنها حق بازی در برابر قهرمان لیگ قهرمانان اروپا ۲۲–۲۰۲۱، رئال مادرید، در سوپر جام اروپا ۲۰۲۳ را به دست آوردند و به مرحله گروهی لیگ قهرمانان اروپا ۲۳–۲۰۲۲ راه یافتند.

## تیم‌ها
در جدول زیر، فینال‌ها تا سال ۲۰۰۹ در دوره جام یوفا بود، از سال ۲۰۱۰ در دوره لیگ اروپا بود.
| تیم                | حضورها در فینال‌های قبلی (پررنگ نشان دهنده قهرمانی است) |
| ------------------ | ------------------------------------------------------ |
| آینتراخت فرانکفورت | ۱ (۱۹۸۰)                                               |
| رنجرز              | ۱ (۲۰۰۸)                                               |

## محل برگزاری

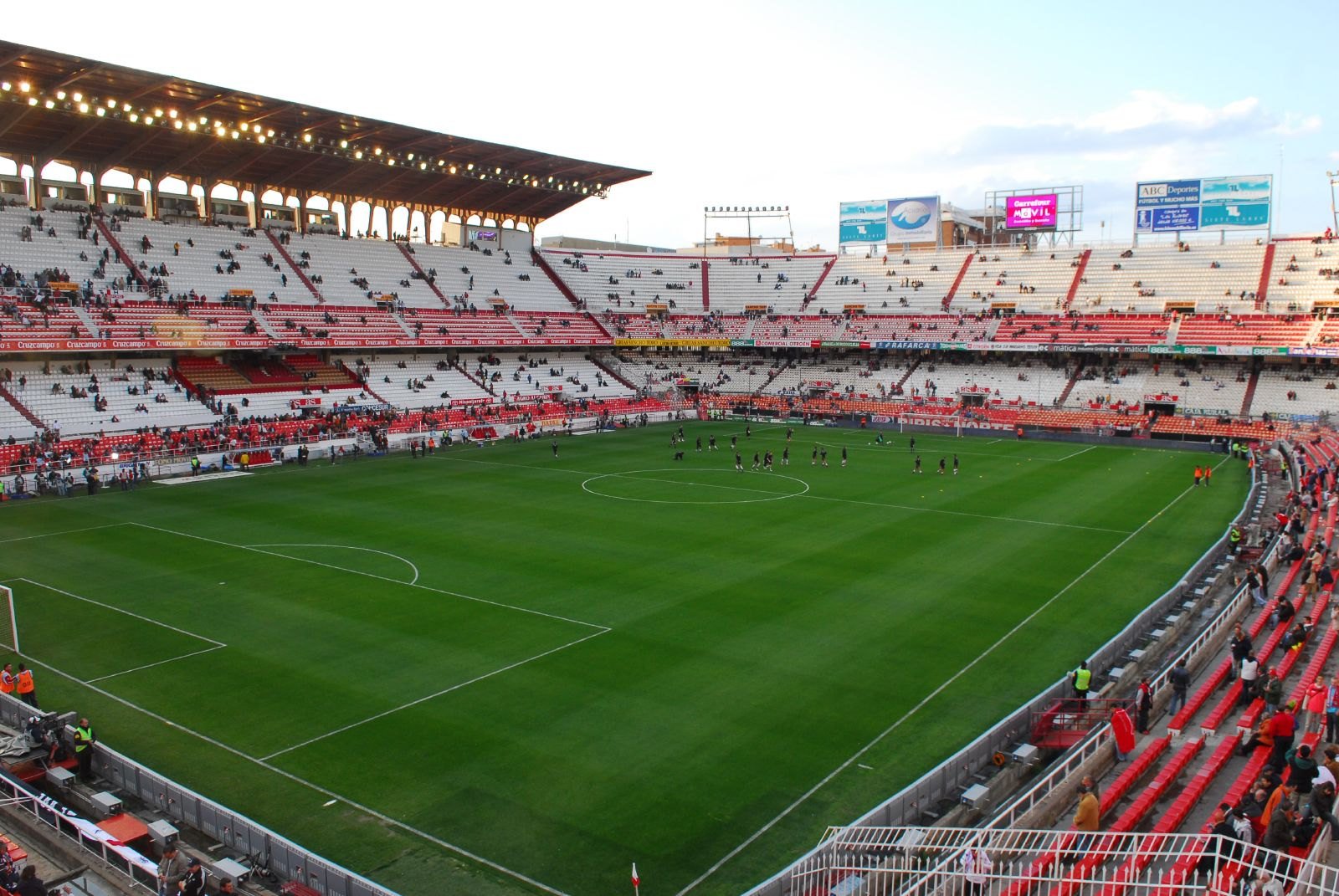
رامون سانچز پیس‌خوان در سویل میزبان فینال بود.

این اولین فینال لیگ اروپا بود که در این ورزشگاه برگزار شد. قبلاً میزبان فینال جام باشگاه‌های اروپا در سال ۱۹۸۶ بود. شهر سویل میزبان فینال جام یوفا در سال ۲۰۰۳ در استادیو د لا کارتوجا بود. اسپانیا چهار فینال دیگر جام یوفا را میزبانی کرده بود (۱۹۷۷، ۱۹۸۵، ۱۹۸۶ و ۱۹۸۸).

### انتخاب میزبان
یک فرایند مناقصه آزاد در تاریخ ۲۸ سپتامبر ۲۰۱۸ توسط یوفا برای انتخاب مکان‌های برگزاری فینال‌های لیگ قهرمانان اروپا، لیگ اروپا و لیگ قهرمانان اروپا زنان در سال ۲۰۲۱ آغاز شد. اتحادیه‌ها تا ۲۶ اکتبر ۲۰۱۸ فرصت داشتند تا علاقه خود را برای میزبانی اعلام کنند و پرونده‌های پیشنهادی باید تا ۱۵ فوریه ۲۰۱۹ ارسال می‌شدند.
یوفا در ۱ نوامبر ۲۰۱۸ اعلام کرد که سه اتحادیه برای میزبانی فینال لیگ اروپا در سال ۲۰۲۱ ابراز علاقه کرده‌اند، و در ۲۲ فوریه ۲۰۱۹ دو اتحادیه پرونده‌های خود را در مهلت مقرر ارسال کردند.
| کشور    | استادیوم                   | شهر   | ظرفیت  | یادداشت                                |
| ------- | -------------------------- | ----- | ------ | -------------------------------------- |
| گرجستان | بوریس پایچادزه دینامو آرنا | تفلیس | ۵۴٬۲۰۲ | میزبان سوپر جام اروپا ۲۰۱۵             |
| اسپانیا | رامون سانچز پیس‌خوان        | سویل  | ۴۳٬۸۸۳ | میزبانی فینال جام باشگاه‌های اروپا ۱۹۸۶ |

اتحادیه‌های زیر برای میزبانی ابراز علاقه کردند اما در نهایت پیشنهادی ارائه نکردند:
- اتریش: ارنست هاپل، وین
- جمهوری چک: استادیوم سینوبو، پراگ
- مجارستان: پوشکاش آرنا، بوداپست

رامون سانچز پیس‌خوان توسط کمیته اجرایی یوفا در جلسه آنها در لیوبلیانا، اسلوونی در ۲۴ سپتامبر ۲۰۱۹ انتخاب شد.
در ۱۷ ژوئن ۲۰۲۰، کمیته اجرایی یوفا اعلام کرد که به دلیل تعویق و جابجایی فینال ۲۰۲۰، سویل میزبان فینال سال ۲۰۲۲ خواهد بود.

## مسیر تا فینال
(H: میزبان؛ A: میهمان)
| آینتراخت فرانکفورت | آینتراخت فرانکفورت | آینتراخت فرانکفورت | آینتراخت فرانکفورت | مرحله             | رنجرز            | رنجرز           | رنجرز           | رنجرز           |
| ------------------ | ------------------ | ------------------ | ------------------ | ----------------- | ---------------- | --------------- | --------------- | --------------- |
| لیگ اروپا          | لیگ اروپا          | لیگ اروپا          | لیگ اروپا          | مرحله مقدماتی     | لیگ قهرمانان     | لیگ قهرمانان    | لیگ قهرمانان    | لیگ قهرمانان    |
| استراحت            | استراحت            | استراحت            | استراحت            | مرحله مقدماتی     | حریف             | م.ر. ب          | دور رفت         | دور برگشت       |
| استراحت            | استراحت            | استراحت            | استراحت            | مرحله سوم مقدماتی | مالمو            | ۲–۴             | ۱–۲ (A)         | ۱–۲ (H)         |
| استراحت            | استراحت            | استراحت            | استراحت            | مرحله پلی‌آف       | لیگ اروپا        | لیگ اروپا       | لیگ اروپا       | لیگ اروپا       |
| استراحت            | استراحت            | استراحت            | استراحت            | مرحله پلی‌آف       | آلاشکرت          | ۱–۰             | ۱–۰ (H)         | ۰–۰ (A)         |
| حریف               | نتیجه              | نتیجه              | نتیجه              | مرحله گروهی       | حریف             | نتیجه           | نتیجه           | نتیجه           |
| فنرباغچه           | ۱–۱ (H)            | ۱–۱ (H)            | ۱–۱ (H)            | هفته ۱            | لیون             | ۰–۲ (H)         | ۰–۲ (H)         | ۰–۲ (H)         |
| آنتورپ             | ۱–۰ (A)            | ۱–۰ (A)            | ۱–۰ (A)            | هفته ۲            | اسپارتا پراگ     | ۰–۱ (A)         | ۰–۱ (A)         | ۰–۱ (A)         |
| المپیاکوس          | ۳–۱ (H)            | ۳–۱ (H)            | ۳–۱ (H)            | هفته ۳            | بروندبی          | ۲–۰ (H)         | ۲–۰ (H)         | ۲–۰ (H)         |
| المپیاکوس          | ۲–۱ (A)            | ۲–۱ (A)            | ۲–۱ (A)            | هفته ۴            | بروندبی          | ۱–۱ (A)         | ۱–۱ (A)         | ۱–۱ (A)         |
| آنتورپ             | ۲–۲ (H)            | ۲–۲ (H)            | ۲–۲ (H)            | هفته ۵            | اسپارتا پراگ     | ۲–۰ (H)         | ۲–۰ (H)         | ۲–۰ (H)         |
| فنرباغچه           | ۱–۱ (A)            | ۱–۱ (A)            | ۱–۱ (A)            | هفته ۶            | لیون             | ۱–۱ (A)         | ۱–۱ (A)         | ۱–۱ (A)         |
| رتبه اول گروه D    | رتبه اول گروه D    | رتبه اول گروه D    | رتبه اول گروه D    | جایگاه نهایی      | رتبه دوم گروه A  | رتبه دوم گروه A | رتبه دوم گروه A | رتبه دوم گروه A |
| حریف               | م.ر. ب             | دور رفت            | دور برگشت          | مرحله حذفی        | حریف             | م.ر. ب          | دور رفت         | دور برگشت       |
| استراحت            | استراحت            | استراحت            | استراحت            | پلی‌آف مرحله حذفی  | بروسیا دورتموند  | ۶–۴             | ۴–۲ (A)         | ۲–۲ (H)         |
| رئال بتیس          | ۳–۲                | ۲–۱ (A)            | ۱–۱ (و.ا.) (H)     | یک‌شانزدهم نهایی   | ستاره سرخ بلگراد | ۴–۲             | ۳–۰ (H)         | ۱–۲ (A)         |
| بارسلونا           | ۴–۳                | ۱–۱ (H)            | ۳–۲ (A)            | یک‌چهارم نهایی     | براگا            | ۳–۲             | ۰–۱ (A)         | ۳–۱ (و.ا.) (H)  |
| وستهام یونایتد     | ۳–۱                | ۲–۱ (A)            | ۱–۰ (H)            | نیمه‌نهایی         | لایپزیگ          | ۳–۲             | ۰–۱ (A)         | ۳–۱ (H)         |

## زمینه
این سومین فینال آینتراخت فرانکفورت در یک رقابت بزرگ یوفا بود پس از آن که فینال جام باشگاه‌های اروپا ۱۹۶۰ را به رئال مادرید باخت و فینال جام یوفا ۱۹۸۰ را برد. آنها پس از بایرن مونیخ در فینال لیگ قهرمانان اروپا ۲۰۲۰ به اولین تیم آلمانی در یک فینال بزرگ اروپایی تبدیل شدند و اولین فینالیست جام یوفا/لیگ اروپا پس از وردربرمن در سال ۲۰۰۹، به دنبال تبدیل شدن به اولین تیم آلمانی پس از شالکه ۰۴ بودند. در سال ۱۹۹۷ برنده این رقابت شد. سرمربی آنها، اولیور گلاسنر، به دنبال این بود که اولین اتریشی باشد که پس از ارنست هاپل در فینال جام باشگاه‌های اروپا ۱۹۸۳ را به دست آورد و اولین اتریشی باشد که جام یوفا/لیگ اروپا را برد.
این پنجمین فینال رنجرز در یک رقابت بزرگ یوفا بود که قبل از آن فینال جام برندگان جام اروپا ۱۹۷۲، ۱۹۶۱ و ۱۹۶۷ و همچنین سوپر جام اروپا ۱۹۷۲ و فینال جام یوفا ۲۰۰۸ را شکست داد. آنها که در سال ۲۰۰۸ به اولین باشگاه اسکاتلندی در یک فینال اروپایی تبدیل شدند، به دنبال این بودند که اولین باشگاه اسکاتلندی پس از آبردین در سوپر جام اروپا ۱۹۸۳ باشند که جام اروپا را به دست آورد و اولین تیم اسکاتلندی شد که جام یوفا/لیگ اروپا را فتح کرد. سرمربی آنها جووانی فن برونکهورست به دنبال تبدیل شدن به اولین هلندی بود که پس از دیک ادووکات با زنیت سن پترزبورگ در سوپر جام اروپا ۲۰۰۸ را به دست می‌آورد. آنها پس از شکست رنجرز در فینال جام یوفا در سال جاری، واجد شرایط شدند.
دو تیم قبلاً دو بار در رقابت‌های اروپایی، در نیمه‌نهایی جام باشگاه‌های اروپا ۶۰–۱۹۵۹، با آینتراخت فرانکفورت که در هر دو بازی پیروز شده بود، به مصاف هم رفتند.

## پیش بازی

### هویت
لوگوی فینال لیگ اروپا ۲۰۲۲ در قرعه‌کشی مرحله گروهی در ۲۷ اوت ۲۰۲۱ در استانبول رونمایی شد.

### سفیر
سفیر فینال آندرس پالوپ دروازه‌بان سابق سویا بود.

### داوران

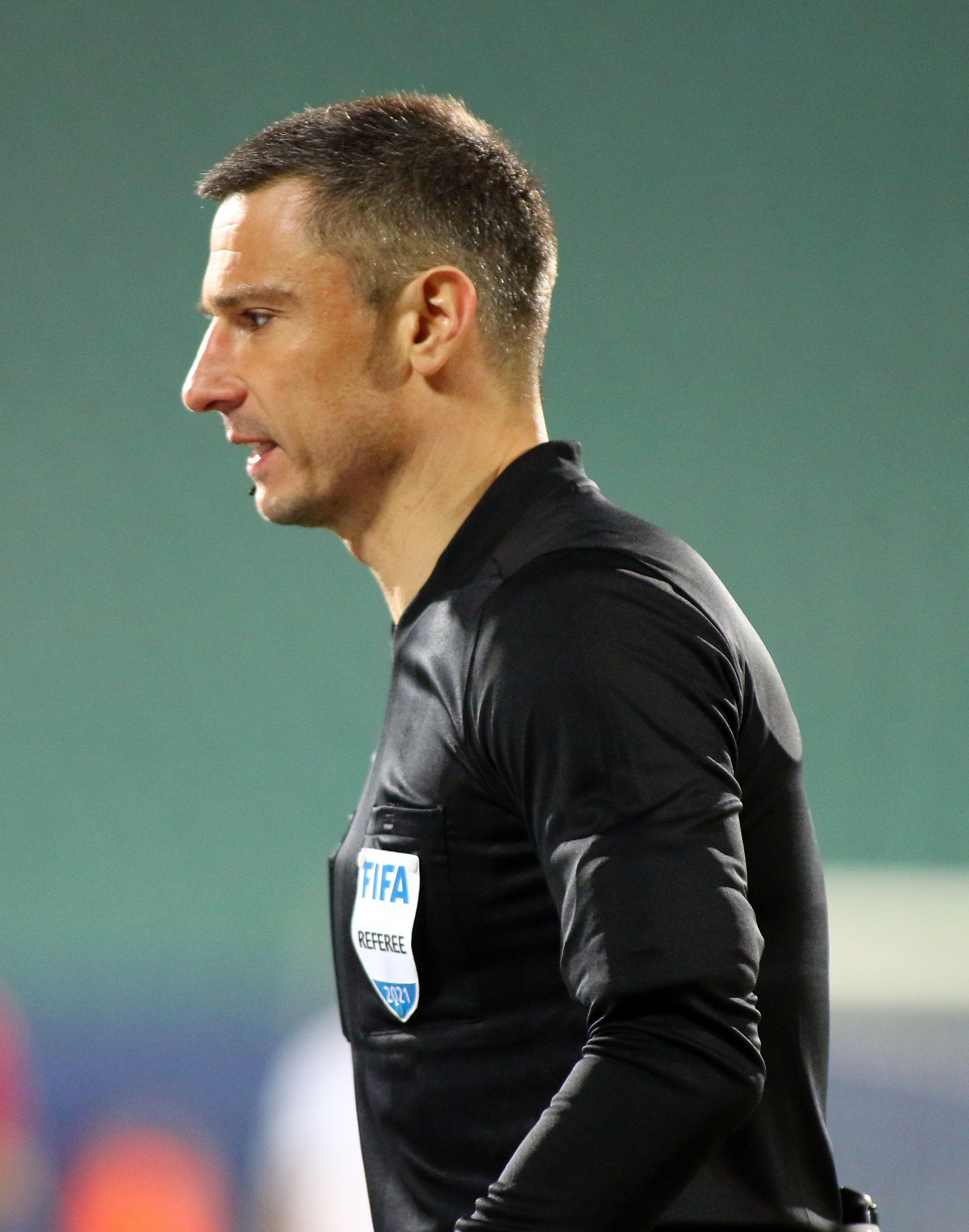
اسلاوکو وینچیچ داور اسلوونیایی قضاوت فینال را بر عهده داشت.

در ۱۱ می ۲۰۲۲، یوفا اسلاوکو وینچیچ، داور اسلوونیایی را به عنوان داور فینال معرفی کرد. وینچیچ از سال ۲۰۲۰ داور فیفا بود و قبلاً در فینال لیگ اروپا ۲۰۱۷ کمک داور و داور چهارم در فینال لیگ اروپا ۲۰۲۱ بود. او همچنین به عنوان کمک داور اضافی در سوپر جام اروپا ۲۰۱۲ کار کرد. او ده بازی را در لیگ قهرمانان اروپا ۲۲–۲۰۲۱ قضاوت کرد که دو بازی در مرحله مقدماتی، پنج بازی در مرحله گروهی و سه بازی حذفی بود. او به عنوان داور در یورو ۲۰۲۰ قضاوت کرد، جایی که او دو بازی گروهی و یک‌چهارم نهایی را قضاوت کرد. سه نفر از هموطنانش به او پیوستند، توماز کلانچنیک و آندراژ کواچیچ به عنوان کمک داور و یور پراپروتنیک به عنوان یکی از دستیاران کمک داور ویدئویی. سرجوان یووانوویچ از صربستان به عنوان داور چهارم و پل فان بوئکل هلندی به عنوان کمک داور ویدیویی منصوب شدند. آلخاندرو هرناندز هرناندز و روبرتو دیاز پرز دل پالومار اسپانیایی به عنوان دستیاران دیگر داوران کمک داور ویدئویی قضاوت کردند.

## بازی

### جزئیات
تیم «میزبان» (برای اهداف اداری) با قرعه‌کشی اضافی که پس از قرعه‌کشی یک‌چهارم نهایی و نیمه‌نهایی انجام شد مشخص شد.
| آینتراخت فرانکفورت                       | ۱–۱ (و.ا.) | رنجرز                                   |
| ---------------------------------------- | ---------- | --------------------------------------- |
| - بوره ۶۹'                               | گزارش      | - آریبو ۵۷'                             |
| ضربات پنالتی                             |            |                                         |
| - لنز - هروستیچ - کامادا - کوستیچ - بوره | ۵–۴        | - تورنیر - دیویس - آرفیلد - رمزی - روفه |

| رنجرز | آینتراخت فرانکفورت |